# Салавирь
Салави́рь — деревня в Навашинском городском округе Нижегородской области России. До мая 2015 года входила в состав Натальинского сельсовета.
Деревня Салавирь располагается с востока на запад, состоит из двух улиц, расположена близ реки Салакса.

## История
Основана мордвой, до IX—X века. Салавирь — мордовский топоним, который означает «Лесные разбойники». Именем деревни названы «Салавирские леса», которые упомянуты в книге Мельникова-Печерского «На горах»: «С краю исстари славных лесов Муромских, в лесу Салавирском…». Позднее деревня стала убежищем старообрядцев. В середине XX века большинство жителей принадлежало к двум фамилиям — Зуевы и Пантеевы.

## Инфраструктура
В центре Салавири расположены сельсовет, почта, магазины, школа, дом культуры (клуб), памятник жителям деревни, погибшим во время Великой Отечественной войны. На западной оконечности Салавири имеется родник. Рядом проходит дорога, по которой можно попасть в деревню (насыпная щебенистая).

## Население
| 2002 | 2010 |
| ---- | ---- |
| 206  | ↘173 |